# غريغ بورنس
غريغ بورنس (بالإنجليزية: Greg Burns)‏ هو مدير فني أمريكي، ولد في 9 نوفمبر 1972 في بروكلين في الولايات المتحدة.